# Фрометьевский спуск
Фрометьевский спуск — старинная улица в Голосеевском районе Киева. Пролегает от Фрометьевской улицы до улицы Владимира Брожко. К Фрометьевскому спуску примыкает переулок Ясиноватский. Протяжённость около 350 м. Застройка — одноэтажная частная, сохранились дома начала XX столетия. Возник во 2-й половине XIX столетия. Назван в честь домовладельца М. Фромета. С тех пор название не менялось.

## Транспорт
- Троллейбус 42 (по соседнему Краснозвёздному проспекту)
- Автобусы 12, 19 (по соседней ул. Кировоградской)